# Хайюдж, Иуда бен-Давид
Иуда (Иехуда) бен-Давид Хайюдж (ивр. חיוג יהודה נן דוד‎; род. в Фесе, Марокко, около 945 г., ум. ок. 1000 в Кордове), он же Абу-Захария Яхья ибн-Дауд (араб. أبو زكريا يحيى بن داؤد حيوج الفاسي‎; abü Zakariya Yahya Ibn Daüd) — марокканский еврей, раввин и грамматик (средневековый лингвист), приложивший принципы арабской грамматики к еврейскому языку и выработавший новые термины, которые вошли в обиход и были приняты всеми еврейскими грамматиками.

## Грамматические труды
Хайюдж был учеником Менахема бен-Сарука, в защиту которого он и выступил во время борьбы последнего с Дунашем бен Лабратом. Впоследствии Хайюдж выработал собственный взгляд на еврейскую грамматику и, в свою очередь, должен был выступить оппонентом своего учителя.
Хайюдж приложил принципы арабской грамматики к еврейскому языку. Предыдущие грамматики были сильно стеснены в изложении правил еврейской морфологии, в особенности в том, что касалось так называемых «сильных» и «мягких» глаголов. В данной области господствовала сильная путаница, и грамматики напрасно изощрялись в раскрытии принципов спряжения последних глаголов. Слабая сторона теории Менахема, утверждавшего, что глагольные корни еврейского языка состоят из одной, двух или трёх букв, была уже замечена Дунашем, и хотя он уже был на пути к решению сложного вопроса, именно Хайюджу принадлежит честь действительного разрешения загадки.
По мнению Хайюджа, все глагольные корни, без исключения, еврейского языка состоят из трёх букв, и в том случае, когда одна из них гласная, её следует понимать, как «скрытую», смотря по глагольным формам. Его взгляды изложены в трактате «Kitab al-Af’al Dhawat Churuf al-Lin» («Книга о глаголах с мягкими буквами»), разбитом на три части:
- 1) ο глаголах, имеющих мягкую букву в начале,
- 2) ο тех же буквах на втором месте в корне глагола,
- 3) ο глаголах, у которых третья буква мягкая.

Каждый отдел снабжён таблицами с полным перечнем данного рода глаголов, указаниями их различных форм, с необходимыми примечаниями и комментариями. Соответствующие правила предпосланы в виде предисловия.
Дополнением к этому трактату служит другой: «Kitab al Af’al Dhawat al Mathalin» («Книга ο глаголах, содержащих две одинаковые буквы»), с перечнем глаголов, входящих в этот класс, и теми их формами, которые даны в Библии.
Более практическим нуждам, чем теоретическим интересам, отвечает третий труд Хайюджа «Kitab al-Tankit» («Книга ο пунктуации»).
Сохранился ещё отрывок в рукописи из «Kitab al-Natf» («Книга извлечений») в виде извлечений других авторов и являющейся, собственно говоря, только дополнением к вышеупомянутым трудам ο глагольных формах.

## Значение и публикации
Труды Хайюджа послужили основой для дальнейших изысканий в области глаголов. Технические термины, выработанные Хайюджем, вошли в обиход и были приняты всеми грамматиками, хотя они являются не чем иным, как переводом с арабского. Труды Хайюджа переведены дважды на еврейский язык: Моисеем ибн-Гикатилла, а затем Авраамом ибн-Эзра.
Издания XIX века:
- Ewald und Dukes, «Beiträge zur Geschichte der Aeltesten Auslegung und Spracherklärung des Alten Testaments», Штутгарт, 1844 (I, 123; II, III) — перевод Ибн-Эзры;
- John W. Nutt, «Two Treatises on Verbs Containing Treble and Double Letters by R. Jehuda Chajug of Fez: from а Hebrew Translation of the Original Arabiс by K. Moses Gikatilla of Cordowa; to which is Added the [Arabiс TeХt of thе] Treatise on Punctuation by the Same Author, Translated by Aben Ezra. Edited from Bodlean MSS, with an English Translation», Лондон и Берлин, 1870;
- M. Jastrow, «The Weak and Germinative Verbs in Hebrew by… Hayyug, the Arabic TeХt New Publisched for the First Time…», Лейден, 1897.
- Академик П. Коковцов, «Новые материалы для характеристики Иехуды Хайюджа, Самуила Нагида и некоторых других представителей еврейской филологической науки в X, XI и XII вв.» (1916).